# هوراس إس. إلدريدج
هوراس إس. إلدريدج هو سياسي أمريكي، ولد في 6 فبراير 1816 في بروتوس في الولايات المتحدة، وتوفي في 6 سبتمبر 1888 في مدينة سولت ليك في الولايات المتحدة بسبب مرض تنفسي.